# Луя (приток Ивкины)
Луя — река в России, протекает в Верхошижемском районе Кировской области. Устье реки находится в 56 км по левому берегу реки Ивкины. Длина реки составляет 20 км.
Исток реки в холмах Вятского Увала в 3 км к северо-востоку от посёлка Верхошижемье. Река течёт на восток, протекает несколько нежилых деревень. Притоки — Челнок, Рукавишница (правые); Песчанка (левый). Впадает в Ивкину ниже села Среднеивкино (центр Среднеивкинского сельского поселения).

## Данные водного реестра
По данным государственного водного реестра России относится к Камскому бассейновому округу, водохозяйственный участок реки — Вятка от города Киров до города Котельнич, речной подбассейн реки — Вятка. Речной бассейн реки — Кама.
Код объекта в государственном водном реестре — 10010300312111100034686.